# Brachylophus
Brachylophus — рід ящірок з родини Ігуанових. Має 3 види. Інша назва «смугасті ігуани».

## Опис
загальна довжина представників цього роду коливається від 60 до 76 см. Спостерігається статевий диморфізм — самці забарвлені по іншому від самок. Загальний фон шкіри зелений з широкими плямами або смугами світлого кольору. Голова коротка й дещо широка. Тулуб стрункий, хвіст довгий та тонкий. Кінцівки гарно розвинуті. Уздовж спини тягнеться короткий та колючий гребінь.

## Спосіб життя
Полюбляють лісисту місцину. Практично усе життя проводять на деревах. Гарно лазають по деревах, втім вони досить повільні. Ховаються серед гілля або у дуплах. Харчуються комахами, квітами, насінням, плодами рослин.
Це яйцекладні ящірки.

## Розповсюдження
Мешкають здебільшого на островах Фіджі, іноді зустрічаються на островах Тонга й Вануату. Усі види знаходять під охороною.

## Види
- Brachylophus bulabula
- Brachylophus fasciatus
- Brachylophus vitiensis